# Gusanos de seda (película de 1976)
Gusanos de seda es una película española de género dramático de 1976, dirigida por Francisco Rodríguez y protagonizada en los papeles principales por Esperanza Roy, Antonio Ferrandis, Rafaela Aparicio, Florinda Chico y Alfredo Mayo.
La película compitió en la XXIV edición del Festival Internacional de Cine de San Sebastián, en sustitución de El desencanto que fue retirada por su productor Elías Querejeta, debido a la represión política sobre el pueblo vasco. No obstante, dicha participación se hizo por voluntad del productor José Antonio Cascales y en contra de la opinión del director Francisco Rodríguez, quien se solidarizó de forma pública con Querejeta y Chávarri.

## Sinopsis
En Madrid, días antes de estallar la Guerra Civil, un rico industrial preocupado porque no tiene descendencia, amaña una boda entre su hija discapacitada y un trabajador de la notaría que vive dominado por su madre. La muchacha, al no quedarse embarazada sufrirá las vejaciones de su nueva familia, que solo les interesa el dinero que reciben del padre de ella a cambio de un nieto no discapacitado.

## Reparto
- Esperanza Roy como Rosalía.
- Antonio Ferrandis como D. Alberto
- Rafaela Aparicio como Dª Piedad.
- Florinda Chico como Encarna.
- Alfredo Mayo como	D. Ernesto
- Miguel Narros como	Miguel.
- Agustín González como Alcalde.
- Encarna Paso como	Dª Teresa.
- Enrique Navarro como Doctor.
- Francisco Merino como Aguacil.
- Manuel Pereiro como D. Sebastián.
- Luis Barbero como Cura.
- Luisa Fernanda Gaona como Madre Rosalía.
- Rafael Corés como Cuñado D. Ernesto
- María Arias como Doncella.
- Luis Ciges como Cura pueblo.
- Adolfo Thous como Empleado.
- José Luis Zalde como Sereno.
- Joaquín Molina como Secretario.
- Antonio Gamero como Taxista.
- Mery Leyva como Mujer pueblo.
- Ángeles Lamuño como Criada.
- Fernando Caso como	Jiménez.